# Karneval Canzonett
Karneval Canzonett je název třetího alba skupiny Klíč. Nahráno bylo v červnu a červenci 1997 ve studiu Largo. Vydala ho nakladatelství Venkow a PolyGram v roce 1997. Tvoří jej celkem 15 skladeb.

## Seznam skladeb
1. Kopyta a hříva 2:13
2. Mince 3:09
3. Lovec 3:13
4. Vítr 2:58
5. Lokaj 2:57
6. Cikánský táta 3:02
7. Kejklířův zmar 2:55
8. Karneval 2:39
9. Malý rytíř 2:53
10. Oblak 3:14
11. Lou z Lille 2:56
12. Krajina slepců 3:47
13. Gobelin 3:09
14. Vdova 2:53
15. Svátek škrpálů 2:20